# Imperiet Bianca
Imperiet Bianca är en svensk dokumentärserie om Bianca Ingrosso som hade premiär på Kanal 5, Discovery+ och HBO Max den 11 maj 2023. Dokumentärserien produceras för Warner Bros. Discovery. Lise Bergvall, som producerat dokumentären, har under tre år följt Ingrosso i både med- och motgångar.

## Handling
Serien kretsar kring influeraren, entreprenören, tv-personligheten och programledaren Bianca Ingrosso. Lise Bergvall, som producerat dokumentären, har under tre år följt Ingrosso och hennes team i både med- och motgångar.

## Medverkande
- Bianca Ingrosso